# КАМАЗ 43118
КамАЗ-43118 — тривісний вантажний автомобіль повноприводний підвищеної прохідності з колісною формулою 6х6 вантажопідйомністю 10 тонн, що випускається Камським автомобільним заводом (КамАЗ) з 1995 року. Шасі 43118 широко застосовується в військовій, будівельній та нафтогазовидобувній галузі, в тому числі для монтажу різних надбудов (автоцистерн, кранів, автогідропідйомників, фургонів, автопоїздів-плетевозів та ін). Кабіна — висока, тримісна, розташована над двигуном, залежно від модифікації — як зі спальним, так і без спального місця.
Автомобіль комплектується двигуном КамАЗ-740.30-260 V8 (Євро-2) об'ємом 10,85 л, потужністю 260 к.с. (191 кВт).